# Deux veuves pour un testament
Deux veuves pour un testament (Drawing Conclusions, dans les éditions originales en anglais) est un roman policier américain de Donna Leon, publié en 2011. C'est le 20e roman de la série mettant en scène le personnage de Guido Brunetti.

## Résumé
Anna Maria Giusti rentre précipitamment à Venise après une présentation ratée à d’éventuels beaux-parents siciliens qui ne le deviendront finalement jamais. Mais quand elle passe récupérer son courrier chez sa voisine Constanza Altavilla, elle trouve celle-ci étendue sur le sol, sa tête baignant dans une flaque de sang.
Pour le médecin légiste Ettore Rizzardi, la retraitée est morte d’une crise cardiaque qui a malgré tout pu être provoquée par quelqu’un, eu égard aux marques discrètes retrouvées sur les omoplates et près du cou. Le commissaire Brunetti enquête, fouillant la vie de la signora Altavilla. Son fils d’abord, puis les femmes violentées par des hommes qu’elle recueillait chez elle via l’association Alba Libera, jusqu’à la maison de retraite religieuse où elle passait ses journées à écouter certains de ses pensionnaires. Là, il rencontre la signora Maria Sartori et son faux  mari protecteur Benito Morandi. Et il met à jour l’histoire du testament de la veuve Marie Reynard qui lègue sa fortune à l’avocat Cuccetti. Finalement, il percera le mystère après un long dialogue final en tête à tête avec Morandi qui lui expliquera tout, dans une touchante détresse. Et l’histoire se finit là, Donna Leon laissant le soin au lecteur - une fois n’est pas coutume - d’imaginer si Brunetti révélera ou non sa découverte. 

## Éditions
Éditions originales en anglais
- (en) Donna Leon, Drawing Conclusions, Londres, William Heinemann, 7 avril 2011, 272 p. (ISBN 978-0-434-02143-7) — Édition britannique
- (en) Donna Leon, Drawing Conclusions, New York, Atlantic Monthly Press, 4 avril 2011, 256 p. (ISBN 978-0-8021-1979-7, LCCN 2011283500) — Édition américaine

Éditions françaises
- Donna Leon (auteur) et William Olivier Desmond (traducteur) (trad. de l'anglais), Deux veuves pour un testament : la 20e enquête du commissaire Brunetti [« Drawing Conclusions »], Paris, Calmann-Lévy, 19 février 2014, 284 p. (ISBN 978-2-7021-4374-2, BNF 43755174)
- Donna Leon (auteur) et William Olivier Desmond (traducteur) (trad. de l'anglais), Deux veuves pour un testament [« Drawing Conclusions »], Paris, Points, coll. « Points policier » (no P3399), 8 janvier 2015, 307 p. (ISBN 978-2-7578-2962-2, BNF 44266762)

## Adaptation télévisée
Le roman a fait l'objet d'une adaptation pour la télévision, en 2014, sous le titre allemand original : Reiches Erbe, dans le cadre de la série Commissaire Brunetti dans une réalisation de Sigi Rothemund, produite par le réseau ARD et initialement diffusée le 1er mai 2014.